# Ceniza al viento
Ceniza al viento es una película de Argentina en blanco y negro dirigida por Luis Saslavsky según el guion de Carlos Adén sobre las historias de Alejandro Casona, Homero Manzi, André Birabeau, Leo Perutz, Hugo Mac Dougall y Georges Feydeau que se estrenó el 30 de septiembre de 1942 y que tuvo como protagonistas a Berta Singerman, Pedro López Lagar, María Duval, Santiago Arrieta, Luis Arata, Tita Merello y Olinda Bozán.
Fue la única película sonora que filmó Berta Singerman en Argentina. Hace en un episodio el papel de una joven desorientada que interroga a una diva sobre la vocación de actriz.

## Sinopsis
Distintos episodios que suceden en cada una de las secciones de un periódico.

## Reparto
- Berta Singerman ... Franca Valenti
- Pedro López Lagar ... Daniel
- María Duval ... Rosita
- José Squinquel ... Charles Rohm
- Alita Román ... Amante
- Santiago Arrieta ... Padre de Rosita
- Luis Arata ... Director del diario
- Ernesto Vilches ... Don José
- Nicolás Fregues ... Farías
- Tita Merello ... Marina
- Olinda Bozán ... Eulalia
- Alberto Terrones ... Pastore
- Pedro Maratea ... Raúl
- Malisa Zini ... Admiradora de Franca
- Oscar Valicelli ... Ernesto
- Inés Murray ... Concepción
- Tilda Thamar ... Pichona
- Berta Moss
- Percival Murray
- Marcos Caplán ... Mirelli
- Hedy Crilla ... Refugiada
- Alberto Adhemar
- Salvador Sinaí
- Rafael Diserio

## Comentarios
Calki comentó:

”Destaca valores poco comunes…Film ambicioso en su tema y su realización, a la manera de Si yo tuviera un millón o Carnet de baile, traza diversos sketches argumentales. El nexo es un diario, como si sus distintas secciones… se animaran mostrando el proceso de las noticias en imágenes, El film resulta disparejo. Del saldo sobresalen lugares poco comunes.”